# Hilary Pritchard
Pour les articles homonymes, voir Pritchard.
Hilary Pritchard 16 avril 1942 - 29 juillet 1996 était une actrice britannique et actrice de télévision.

## Filmographie sélective
- 1967 : Just Like a Woman de Robert Fuest
- 1970 : Futtock's End (en)
- 1971 : She'll Follow You Anywhere (en)
- 1973 : Les Optimistes (The Optimists of Nine Elms) d'Anthony Simmons
- 1974 : Just One More Time (en)
- 1976 : Under the Doctor (en)
- 1977 : Adventures of a Private Eye (en)
- 1979 : A Touch of the Sun (en)